# Neckeropsis semperiana
Neckeropsis semperiana är en bladmossart som beskrevs av Andries Touw 1962. Neckeropsis semperiana ingår i släktet Neckeropsis och familjen Neckeraceae. Inga underarter finns listade i Catalogue of Life.